# Lichtes Maß

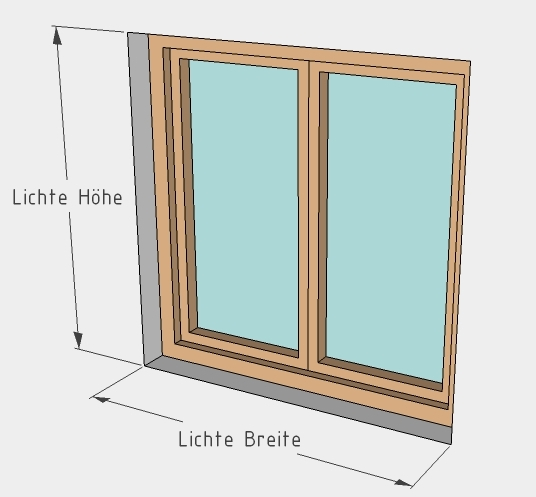
Lichte Maße bei einer Fensteröffnung

Als lichtes Maß, auch Lichtmaß, Lichte oder Öffnungsmaß genannt, bezeichnet man allgemein die Breite oder Höhe einer Öffnung oder eines Raumes, also das Längenmaß zwischen angrenzenden Bauteilen oder Begrenzungsflächen. Es wird in verschiedenen technischen Bereichen verwendet.
- Im Bauwesen beschreibt das lichte Maß die Breite oder Höhe einer Öffnung oder eines Raumes. Bei Türöffnungen wird das Lichtmaß auch als Durchgangsmaß bezeichnet. Der Abstand zweier Säulen einer Säulenreihe heißt Interkolumnium.
- Im Ingenieurwesen beschreibt es den Innendurchmesser eines Rohres oder die Durchfahrtshöhe eines Tunnels.
- Im Verkehrswesen die Durchfahrtshöhe ohne seitliche Berührung durch tief hängende Äste oder große Zweige (Lichtraumprofil)
- Im Druckereiwesen beschreibt es die technisch bedingt kleinere bedruckbare Fläche eines größeren Bedruckstoffes.